# ZiS-30
ZiS-30 bylo improvizované sovětské samohybné dělo, které bylo zkonstruováno v roce 1941 na podvozku dělostřeleckého tahače T-20 Komsomolec. Protitankový kanón ZiS-2 ráže 57 mm byl i s čelním štítem umístěn na plošinu za kabinou tahače. Kanón byl schopen zničit všechny typy německých tanků, nasazené v době vzniku vozidla.
Výraznými nedostatky stroje byly absence radiostanice, krátký dojezd, velmi slabá ochrana obsluhy kanónu a nestabilita při střelbě. Jelikož tahač Komsomolec se v roce 1941 přestal vyrábět, pro přestavbu byla použita vozidla, stažená od jednotek z fronty. Na ZiS-30 bylo přestavěno celkem 101 kusů.